# Loška zverca
Loška zverca (znanstveno ime Lestes virens) je predstavnik enakokrilih kačjih pastirjev iz družine zverc, razširjen po večini Evrope in v nekaj sosednjih regijah.

## Opis
Odrasli dosežejo 30 do 39 mm v dolžino, od tega zadek 25 do 32 mm, zadnji krili pa merita 19 do 32 mm. Osnovna obarvanost je kovinsko zelena s svetlo spodnjo stranjo, podobno kot pri grmiščni zverci (in za razliko od ostalih predstavnikov rodu) je svetla tudi spodnja stran glave. Od slednje je možno loško zverco ločiti po pterostigmi, ki ima le robove svetle, vendar imajo nekateri osebki na Iberskem polotoku več svetline, zato je možna zamenjava. Samce lahko zanesljivo prepoznamo po tem, da je modrikast poprh omejen na zadnja dva člena zadka.
Prepoznane so tri podvrste, ki se razlikujejo po obarvanosti: L. virens virens z jugozahoda območja razširjenosti ima manj zelene obarvanosti na oprsju, L. virens vestalis pa je temnejša. Osebki z vzhodnega Balkana in Anatolije imajo vmesne značilnosti, podobno kot podvrsta L. virens marikovskii s skrajnega vzhoda območja razširjenosti, vendar taksonomija ostaja nerazrešena.
Odrasli letajo od srede poletja do pozne jeseni, včasih vse do novembra, na skrajnem jugu pa se pojavijo že aprila.

## Habitat in razširjenost
Razmnožuje se v plitvih stoječih in nezasenčenih vodnih telesih, lahko nestalnih. To so lahko jezera, ribniki, močvirja ipd. Najpogostejša je v nižavjih.
Loška zverca je razširjena po skoraj vsej Evropi vključno z jugom Skandinavije (razen Britanskega otočja), v Severni Afriki in vzhodno do Srednje Azije. Območje je veliko, toda gostota populacije močno niha in vrsta je marsikje redka. V Sloveniji se razvija predvsem v plitvi vodi opuščenih glinokopov in občasno ribnikov ter kalov, ki se lahko poleti čez dan zelo segreje. Je za južno zverco najredkejša vrsta svojega rodu, čeprav se lahko v ugodnih pogojih lokalno precej namnoži. Na Rdeči seznam kačjih pastirjev iz Pravilnika o uvrstitvi ogroženih rastlinskih in živalskih vrst v rdeči seznam je loška zverca zato uvrščena kot prizadeta vrsta.